# 佳东街道
佳东街道，是原中华人民共和国黑龙江省佳木斯市东风区下辖的一个乡镇级行政单位。佳政函【2016】29号文件将佳东街道撤销，各社区由东风区直辖。

## 行政区划
原佳东街道下辖以下地区：
通胜社区、建国社区、东新社区、双胜社区、环保社区和东宇社区。